# Fiume Adige tra Belluno Veronese e Verona Ovest
Fiume Adige tra Belluno Veronese e Verona Ovest este o arie protejată (arie specială de conservare — SAC, sit de importanță comunitară — SCI) din Italia întinsă pe o suprafață de 476 ha, integral pe uscat.

## Localizare
Centrul sitului Fiume Adige tra Belluno Veronese e Verona Ovest este situat la coordonatele 45°28′24″N 10°52′33″E / 45.473449°N 10.875817°E.

## Înființare
Situl Fiume Adige tra Belluno Veronese e Verona Ovest a fost declarat sit de importanță comunitară în iulie 2006 pentru a proteja 17 specii de animale. Situl a fost protejat și ca arie specială de conservare în iulie 2018.

## Biodiversitate
Situată în ecoregiunea alpină, aria protejată conține 4 habitate naturale: Liziere de ierburi înalte hidrofile de câmpie și de nivel montan până la alpin, Cursuri de apă de la nivel de câmpie la nivel montan, cu vegetație Ranunculion fluitantis și Callitricho-Batrachion, Păduri aluvionare cu Alnus glutinosa și Fraxinus excelsior (Alno-Padion, Alnion incanae, Salicion albae), Râuri de munte și vegetația erbacee de pe malurile acestora.
La baza desemnării sitului se află mai multe specii protejate:
- păsări (15): lăcar mare (Acrocephalus arundinaceus), lăcar-de-mlaștină (Acrocephalus palustris), fluierar de munte (Actitis hypoleucos), pescăruș albastru (Alcedo atthis), rață pitică (Anas crecca), rață mare (Anas platyrhynchos), stârc cenușiu (Ardea cinerea), stârc roșu (Ardea purpurea), egretă mică (Egretta garzetta), găinușă de baltă (Gallinula chloropus), stârc pitic (Ixobrychus minutus), codobatură galbenă (Motacilla alba), codobatură de munte (Motacilla cinerea), rață cârâitoare (Spatula querquedula), fluierar de mlaștină (Tringa glareola)
- pești (2): Lethenteron zanandreai, Salmo marmoratus